# Santuari de Nostra Senyora de la Fuensanta
El Santuari de la Verge de la Fuensanta està situat en la pedania d'Algezares en la ciutat de Múrcia (Espanya); es va començar a construir en 1694 sobre les restes d'una antiga ermita medieval. En aquest santuari s'allotja la imatge de la Verge de la Fuensanta, patrona de la ciutat de Múrcia i la seva horta. Per a les festes de la ciutat -fira de setembre de Múrcia i festes de la primavera de Múrcia- la imatge és traslladada a la catedral, originant romiatges, de les quals el romiatge més important és el de tornada al santuari després de les festes de setembre.

## Història
L'edifici actual va començar a gestar-se en 1694 en la serra de Carrascoy en una zona en la qual van existir diverses construccions religioses anteriors. Segons la tradició durant l'edat mitjana es va construir una ermita en una cova existent i que estava cuidada per monjos, existint informació sobre la mateixa des de 1429. Davant la deterioració de l'ermita es realitzen plans de reparació de la mateixa en 1624 i 1664, encara que la seva construcció no comença fins al 16 de febrer de 1694.
La imatge de la verge de la Fuensanta era una més de les diverses imatges existents i es tenia coneixement de la mateixa des del segle segle xv, celebrant-se el seu culte durant l'Encarnació i la Nativitat. En alguna ocasió s'hauria celebrat un romiatge fins a l'hospital, però mai fins a la catedral. A la fi del segle xviii es va produir una important sequera i van ser molts els fidels que van anar a resar a la verge i després del romiatge al temple celebrada en 1694 va finalitzar la sequera, aquest fet es va repetir diverses vegades i d'aquesta manera a mitjan segle xviii la Verge de la Fuensanta es converteix en la patrona de la ciutat el que proporciona major rellevància al nou temple.
En 1925 Rafael Castillo Sáiz realitza una restauració de les torres, no obstant això durant la Guerra Civil Espanyola el temple va sofrir la destrucció del seu interior que ha hagut de ser reformat completament. A mitjan segle xx es realitza l'última restauració important del temple. La titularitat del santuari correspon a la Diòcesi de Cartagena, estant declarada Bé d'interès cultural (BIC).

## Descripció
El santuari és d'estil barroc, disposant d'una nau central que té una sèrie de capelles en els seus laterals i una cúpula sobre el creuer. En la part exterior disposa d'una façana central de Toribio Martínez de la Vega amb torres laterals. El portal central està construït de pedra amb una porta sobre la qual hi ha dos àngels sostenint l'escut del cabildo catedralici de Múrcia i en el centre es troba la figura de la Verge de la Fuensanta realitzada per Jaime Bort, als seus costats es troben Sant Fulgenci de Cartagena i Sant Patrici.
En el seu interior es troba un retaule d'Antonio Carrión Valverde i Nicolás Prats López, substituint al primer retaule destruït en 1936. En la cúpula i el cor es troben pintures murals del pintor Pedro Flores García que tracten sobre els romiatges i la coronació de la Verge de la Fuensanta en el pont vell de Múrcia. Hi ha deu relleus que tracten sobre escenes de la vida de la Verge Maria realitzats per Juan González Moreno.
En l'altar es troba la imatge de la verge de la qual no es coneix l'autor, encara que en 1802 Roque López va realitzar una restauració, no obstant això, el nen que porta en braços s'atribueix a Francisco Salzillo.
El santuari es troba al cuidat de les monges benedictines i està envoltat de diferents espais i construccions religioses: la Font Santa amb un front d'estil Renaixentista i situada uns metres vessant a baix, la casa del cabildo situada a uns cent metres en un turó i el monestir de les monges benedictines al costat del santuari.

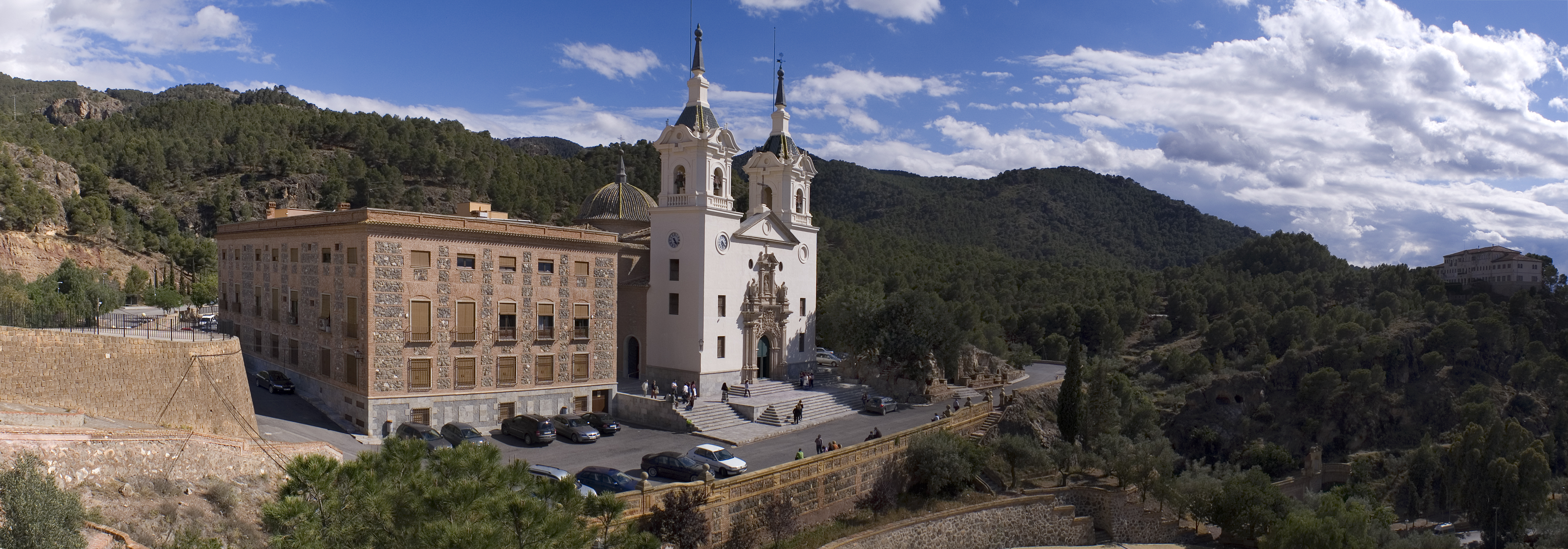
Imatge lateral del Santuari amb el monestir de les monges benedictines en primer terme.

## Entorn
El Santuari de la Fuensanta s'emplaça en el cor de la Serralada Sud, una àrea muntanyenca que flanqueja la vall del Segura. Gaudeix d'un entorn paisatgístic privilegiat, dominant tota l'Horta de Murcia i en la vora mateixa de l'espai natural protegit que es coneix com a Parc Regional de Carrascoy i El Vall.

## Végeu també
- Església de Jesús.
- Església de Sant Francesc.
- Església de Sant Nicolau de Bari.